# Erwin Hagedorn
Erwin Hagedorn (Eberswalde, 30 gennaio 1952 – Lipsia, 15 settembre 1972) è stato un assassino seriale tedesco che uccise tre bambini tra il 1969 e il 1971.
Nel giugno del 1969 nella foresta di Eberswalde, all'epoca territorio della Repubblica Democratica Tedesca, vennero trovati i corpi di due bambini di circa nove anni. La polizia della DDR iniziò ad investigare senza successo. Due anni più tardi un altro ragazzino venne trovato ucciso, proprio nelle vicinanze dove era avvenuto il primo delitto. Dopo questo evento, un altro ragazzino raccontò di essere stato aggredito qualche anno prima. Venne così identificato, e poi arrestato, Erwin Hagedorn dalla Polizia della DDR nel novembre del 1971. Hagedorn confessò i suoi delitti e venne condannato a morte. Dopo essere stata negata la grazia, il 15 settembre 1972 la pena fu eseguita nel carcere di Lipsia con un colpo di pistola alla nuca.

## Filmografia
- Polizeiruf 110 - Im Alter von
- Mord in Eberswalde